# Chronic Town
| 평가 점수        | 평가 점수 |
| 출처             | 점수      |
| ---------------- | --------- |
| 올뮤직           | [ 1 ]     |
| Robert Christgau | A−        |

《Chronic Town》은 1982년 8월 24일, I.R.S. 레코드에서 발매된 미국의 얼터너티브 록 밴드 R.E.M.의 데뷔 EP이다. 《Chronic Town》은 R.E.M.의 대표적인 음악 스타일을 보여주는 첫 삽화인데, 시끄러운 기타, 아르페지오로 연주되는 화음, 중얼거리는 보컬, 모호한 가사가 그것이다.

## 발매
I.R.S.는 1982년 8월 24일에 첫 번째 미국 발매로 《Chronic Town》을 발매했다. EP에 대한 반응은 다양했다. 한 I.R.S. 라디오 진행자는 교내 라디오에서 그의 연락책 중 많은 수가 이 레코드를 어떻게 작성해야 할지 몰랐지만, "조지아 방송국과 더 많은 대학 방송국이 이에 뛰어들었다"고 말했다. 이 밴드는 음반을 홍보하기 위해 〈Wolves, Lower〉의 첫 번째 뮤직비디오를 촬영했다. 이 EP는 발매 첫 해에 2만장이 팔렸다.

## 곡 목록
모든 곡들은 빌 베리, 피터 벅, 마이크 밀스 그리고 마이클 스타이프가 작사/작곡하였다.
| #  | 제목                             | 재생 시간 |
| -- | -------------------------------- | --------- |
| 1. | 〈Wolves, Lower〉                | 4:10      |
| 2. | 〈Gardening at Night〉           | 3:29      |
| 3. | 〈Carnival of Sorts (Box Cars)〉 | 3:54      |
| 4. | 〈1,000,000〉                    | 3:06      |
| 5. | 〈Stumble〉                      | 5:40      |